# Pavol Pavlis
Pavol Pavlis (* 12. ledna 1961 Bratislava) je slovenský politik, člen strany SMER-SD. Od roku 2006 do roku 2012 byl poslancem Národní rady SR. Později byl jmenován do funkce státního tajemníka Ministerstva hospodářství SR. 3. července 2014 byl po rezignaci Tomáše Malatinského (SMER-SD) jmenován do funkce ministra hospodářství SR.
Dne 21. dubna 2015 oznámil po rozhovoru s předsedou vlády SR Robertem Ficem demisi pro medializování konfliktu zájmů. 6. května ho ve funkci jako pověřený ministr hospodářství nahradil Peter Kažimír. Pavol Pavlis následně působil jako poslanec Národní rady SR a od 1. října 2016 vykonává funkci Předsedy Úřadu pro normalizaci, metrologii a zkušebnictví SR.

## Vzdělání a zaměstnání
V roce 1980 absolvoval gymnázium, v témže roce začal studovat na Strojní fakultě tehdejší Slovenské vysoké školy technické v Bratislavě v oboru automatizované systémy řízení technologických procesů. Pracovní kariéru začal ve Výzkumném ústavu výpočetní techniky v Žilině v roce 1984, kde byl výzkumným pracovníkem a vedoucím oddělení. Následně působil ve společnosti SLUVIS jako vedoucí referent-specialista a od roku 1990 v Port Service Bratislava, s. r. o. jako ředitel společnosti. Mezi lety 2003 a 2006 působil ve funkci člena dozorčí rady Fondu národního majetku SR. Byl poslancem Národní rady SR ve 4., 5., 6. a 7. volebním období. V letech 2012 až 2015 působil jako státní tajemník a ministr hospodářství SR. Od roku 2016 je předsedou Úřadu pro normalizaci, metrologii a zkušebnictví.

### Možný konflikt zájmu
Během roku 2002 byl ředitelem společnosti Port Services, která soutěžila o akcie státního podniku Slovenské plavby a přístavy. Ze soutěže byla Fondem národního majetku vyloučena, Pavlis jménem společnosti podepsal žalobu státu. O dva týdny později ho Robert Fico jmenoval do dozorčí rady FNM. Součástí jmenování byl i podpis čestného prohlášení, že "nevykonává žádnou činnost, která by byla v rozporu se zájmy FNM". Firmu Pavlis vedl ještě několik měsíců. Pavlis tvrdil, že "Ze zákona i stanov fondu nevyplývá, že člen dozorčí rady nemůže být v soudním sporu s fondem". Soutěž byla zmíněna i ve spise Gorila. Podle spisu mělo být získání České plavby a přístavů v plánu Penty Investments, která měla firmu získat s pomocí Anny Bubeníkové, tehdejší šéfky FNM. Po neúspěšné soutěži Port Services podala na stát žalobu pro nezákonný postup v hodnotě téměř půl miliardy korun. Po prohře firmy se státem podal Dobroslav Trnka mimořádné dovolání na Nejvyšší soud, který firmě vyhověl. Rozhodnutí nebylo jednomyslné. Soudkyně Darina Ličková upozornila, že využití dovolání musí předcházet porušení zákona, což se v tomto případě podle ní nestalo. Firmu Port Services také zastupovala manželka Trnkova zástupce Ladislava Tichého, Danuše Tichá. Senát dal za pravdu Trnkovi, že podmínky soutěže nebyly jasně dané a firma byla vyloučena protiprávně. Samotný Pavlis ze společnosti odešel "v roce 2005 nebo 2006".

## Politická činnost

### Volební období 2006–2010
Pavol Pavlis kandidoval v parlamentních volbách v roce 2006 na 15. místě kandidátky strany SMER-SD. V NR SR, působil ve Výboru pro hospodářskou politiku a ve Zvláštním výboru NR SR pro kontrolní činnost NBÚ jako ověřovatel.

### Volební období 2010–2012
Ve volbách do NR SR v březnu 2010 kandidoval na 27. místě kandidátky SMER-SD. V NR SR působil ve Výboru pro zemědělství a životní prostředí.

### Ministerstvo hospodářství SR 2012–2015
V druhé vládě Roberta Fica působil jako státní tajemník Ministerstva hospodářství SR. Po rezignaci Tomáše Malatinského byl následující den prezidentem Andrejem Kiskou jmenován do funkce ministra hospodářství SR.

### Volební období 2012–2016
Po odstoupení z funkce ministra hospodářství SR působil jako poslanec NR SR v 6. volebním období, do kterého byl zvolen z 25. místa kandidátky SMER-SD.

### Volební období 2016–2020
Ve volbách do NR SR v březnu 2016 kandidoval na 32. místě kandidátky SMER-SD. Působil V NR SR a ve Výboru NR SR pro hospodářské záležitosti.

### Úřad pro normalizaci, metrologii a zkušebnictví SR 2016 – dosud
Od 1. října 2016 je předsedou Úřadu pro normalizaci, metrologii a zkušebnictví SR, ve funkci vystřídal Josefa Mihóka.